# عين النساء (فلم)
فيلم فرنسي درامي كوميدي. وعرض في مهرجان كان عام 2011. من إخراج المخرج الفرنسي الروماني الأصل رادو ميهايلينو.

## قصة الفيلم
وتحكي قصة الفيلم معاناة نساء قرية بعيدة في جبال المغرب من إهمال الرجال لواجباتهم تجاه بيوتهم وأطفالهم فيما تنصرف النساء إلى القيام بكافة الأعمال داخل وخارج البيت. يكون هذا هو المشهد طول الزمن إلى أن تقرر ليلى دعوة نساء القرية إلى إضراب نسائي شامل في القرية حينها تنقلب الحياة ويتغير مشهد يوميات القرية. لا شيء يحد من عزيمة النساء إلى أن تتحقق مطالبهن في المساواة مع الرجال وتصل معاناتهن إلى إسماع البرلمان وتتدخل الحكومة وتصل المياه الصالحة للشرب أخيرا لسكان القرية وتبدأ رحلة حياة جديدة تكون المرأة هي السيدة فيها.

## أبطال الفيلم
1. ليلى بختي في دور ليلى
2. حفصية حرزي في دور لبنى -إزميرالدا
3. هيام عباس في دور فاطمة
4. صالح بكري في دور سامي
5. كريم ليكلو في دور كريم
6. محمد مجدي في دور حسين
7. محمد التسولي في دور الإمام
8. عمر عزوز في دور الشيخ
9. سعد التسولي في دور محمد
10. أمل شاكر في دور خديجة

## روابط خارجية
- مقالات تستعمل روابط فنية بلا صلة مع ويكي بيانات